# برادلي جيمس
برادلي جيمس (بالإنجليزية: Bradley James)‏ (و. 1983 – م) هو ممثل، ولاعب كرة قدم، وممثل أفلام، من المملكة المتحدة، ولد في إكسيتر.

## وصلات خارجية
- برادلي جيمس على موقع IMDb (الإنجليزية)
- برادلي جيمس على موقع روتن توميتوز (الإنجليزية)
- برادلي جيمس على موقع ألو سيني (الفرنسية)
- برادلي جيمس على موقع أول موفي (الإنجليزية)
- برادلي جيمس على موقع قاعدة بيانات الفيلم (الإنجليزية)
- برادلي جيمس على موقع كينوبويسك (الروسية)